# 平成14年台風第15号
平成14年台風第15号（へいせい14ねんたいふうだい15ごう、アジア名：Rusa）は、2002年8月に発生し、韓国に大きな被害をもたらした台風である。

## 概要

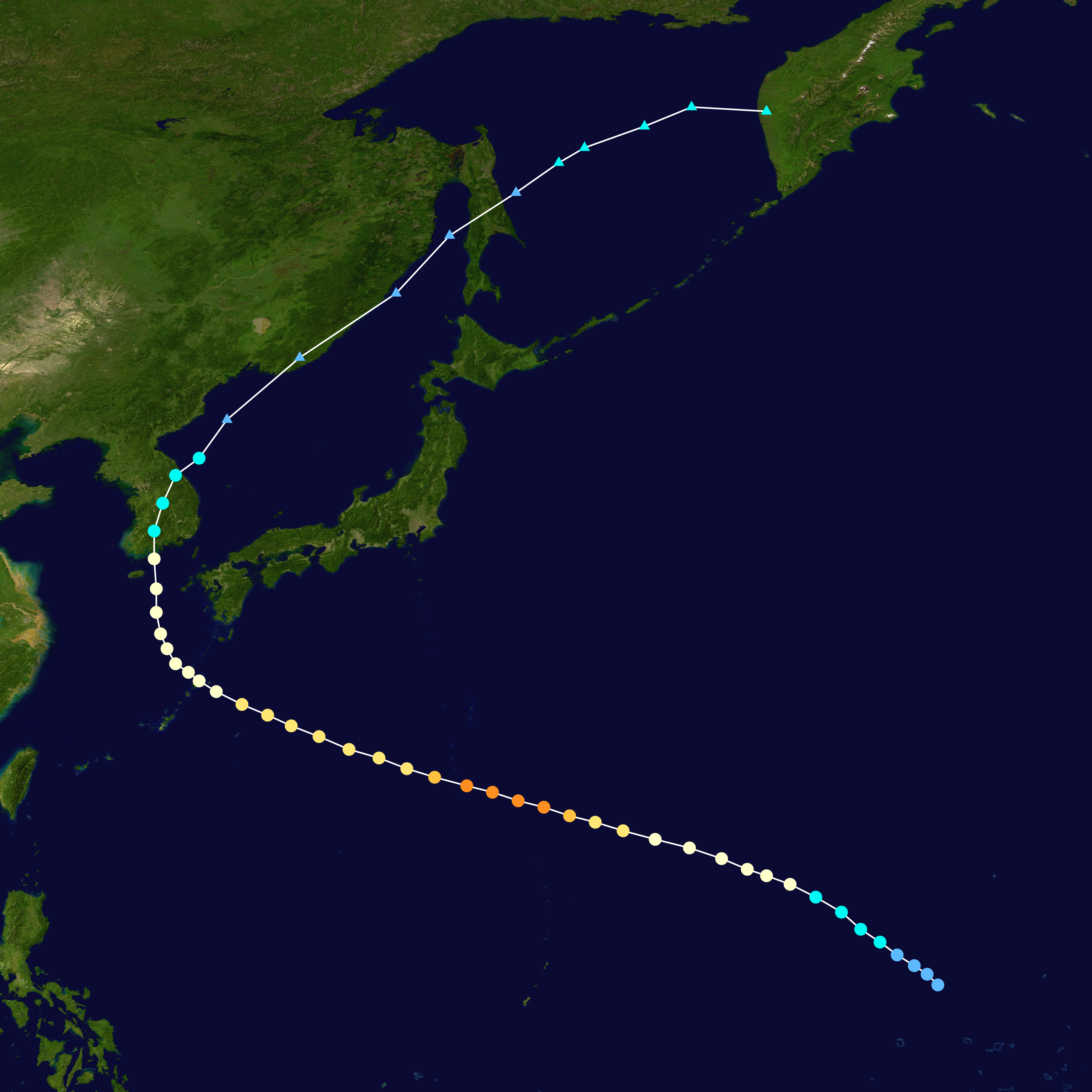
進路図

2002年8月23日に、日本のはるか南東で台風15号が発生し、アジア名「ルーサー（Rusa）」と命名された。命名国はマレーシアで、マレー語で「シカ」を意味する。台風は26日に、父島の南東海上で大型で強い勢力となった。その後徐々に北西に進路を変え、29日に奄美大島北部を通過。次第に北へ進路を変えて東シナ海を進み、31日15時頃に韓国南西部の全羅南道付近に上陸した。上陸時の中心気圧は960hPa、最大風速は35m/sであった。その後は北北東に進路を変えて、9月1日に同半島の東岸にて熱帯低気圧に変わった。

## 影響・被害
この台風は韓国を中心に大きな被害をもたらし、朝鮮半島では2日間で少なくとも900mmの豪雨となった。この豪雨により，韓国西部の江原道、慶尚北道などで特に大きな被害となり、同国では死者151人、行方不明者33人、浸水家屋27,562棟、損壊家屋9,086棟、道路や橋の被害1,820ヶ所などとなっており、被害額はは450億ドル程度と推定されている。死者数で見ると、1998年7月31日～8月2日前後の前線豪雨によって生じた、死者・行方不明者およそ400人以来の規模となり、韓国の最近30年間の主要な豪雨災害としては（当時）、1972年8月 (死者672人)、1977年7月 (死者297人)、1987年7月(253人) に次ぐ規模とも見られるほか、被害額で見ると過去最大という報道もある。
また日本でも、この台風の影響で、負傷者12人（重傷者4人・軽症者8人）、全壊1棟、半壊10棟、一部損壊126棟、床上浸水105棟、床下浸水275棟といった被害が出た。川陵では最大期間降水量が870.5mmに達し、期間最大瞬間風速は高山で56.7m/sとなった。また、鹿児島県枕崎市で最大瞬間風速47.5m/sを記録した。そして、後に局地激甚災害に指定された。
この台風による死者・行方不明者は合計で246人となった。

## その他
この台風のアジア名である「ルーサー（Rusa）」は、この台風限りで使用中止となり、次順からは「ヌーリ（Nuri）」というアジア名が使用されることになった。